# Nederlandse kampioenschappen schaatsen afstanden 1999 - 5000 meter vrouwen
De 5000 meter vrouwen op de Nederlandse kampioenschappen schaatsen afstanden 1999 werd gehouden op de ijsbaan van Kardinge in december 1998. Titelverdedigster was Carla Zijlstra, die de titel pakte tijdens de Nederlandse kampioenschappen schaatsen afstanden 1998.

## Statistieken

### Uitslag
| #      | Schaatser         | Tijd    |
| ------ | ----------------- | ------- |
| Goud   | Carla Zijlstra    | 7.27,07 |
| Zilver | Renate Groenewold | 7.30,26 |
| Brons  | Barbara de Loor   | 7.37,52 |
| 4      | Carien Kleibeuker | 7.43,99 |
| 5      | Helen van Goozen  | 7,44,04 |
| 6      | Irene Visser      | 7.46,89 |
| 7      | Arien Bosch       | 7.47,46 |
| 8      | Martine Oosting   | 7.48,56 |
| 9      | Judith Straathof  | 7.50,54 |
| 10     | Marja Vis         | 7.53,38 |

## Uitslag
- Uitslagen NK Afstanden 2007 op SchaatsStatistieken.nl

1987 · 
1988 · 
1989 · 
1990 · 
1991 · 
1992 · 
1993 · 
1994 · 
1995 · 
1996 · 
1997 · 
1998 · 
1999 · 
2000 · 
2001 · 
2002 · 
2003 · 
2004 · 
2005 · 
2006 · 
2007 · 
2008 · 
2009 · 
2010 · 
2011 · 
2012 · 
2013 · 
2014 · 
2015 · 
2016 · 
2017 · 
2018 · 
2019 · 
2020 · 
2021 · 
2022 · 
2023 · 
2024 · 
2025